# Ranunculus kunzii
Ranunculus kunzii är en ranunkelväxtart som beskrevs av W. Koch. Ranunculus kunzii ingår i släktet ranunkler, och familjen ranunkelväxter. Inga underarter finns listade i Catalogue of Life.